# St. Sebastian (Weiler im Allgäu)

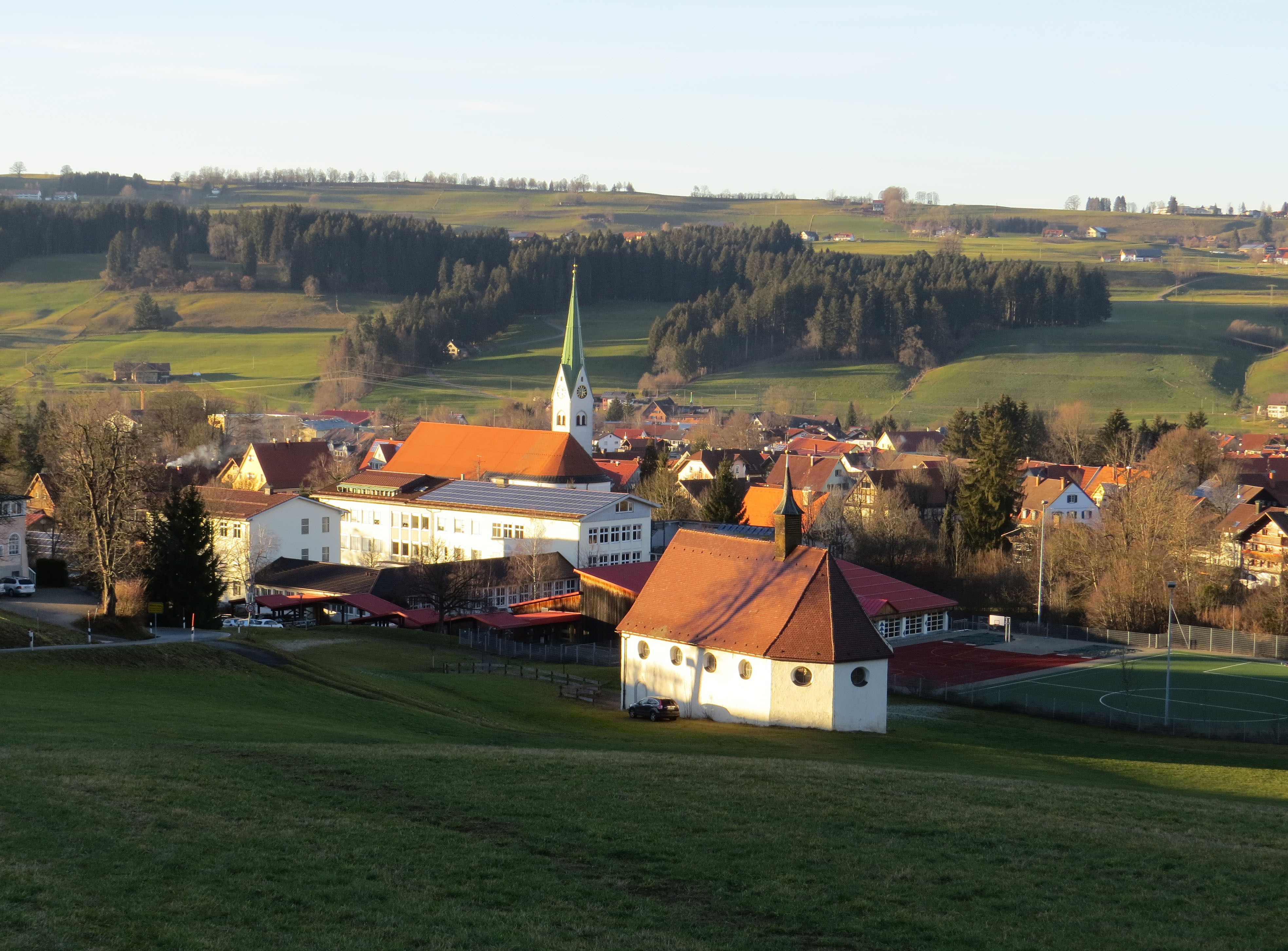
St. Sebastian in Weiler im Allgäu

Die römisch-katholische Kapelle St. Sebastian steht in Weiler im Allgäu, einem Gemeindeteil von Weiler-Simmerberg im schwäbischen Landkreis Lindau (Bodensee) von Bayern. Das Bauwerk ist in der Liste der Baudenkmäler in Weiler-Simmerberg als Baudenkmal unter der Nr. D-7-76-129-27 eingetragen.

## Beschreibung
Die Kapelle wurde 1628 als Pestkapelle auf freiem Acker erbaut. Das Gebäude ist eine Saalkirche, die aus einem Langhaus und einem dreiseitig geschlossenen Chor im Osten besteht. Aus dem Satteldach des Langhauses erhebt sich neben dem Chor ein quadratischer Dachreiter, der mit einem spitzen Helm bedeckt ist, der 1928 erneuert wurde. Der 1637 aufgestellte Altar wird von den Statuen des Ulrich von Augsburg und des Rochus von Montpellier flankiert. Im Altarauszug ist die Auferstehung Jesu Christi dargestellt. Das 1835 von Alois Keller gemalte Bild eines Apostels hat als Vorbild ein Gemälde einer Krönung Mariens von 1650, eine ehemalige Votivgabe. Im Chorbogen hängt ein lebensgroßes Kruzifix.